# Marco Bechis
Pour les articles homonymes, voir Bechis.
Marco Bechis (né le 24 octobre 1955 à Santiago, au Chili) est un réalisateur chilien et italien. 

## Biographie
Marco Bechis a été l'un des desaparecidos de la dictature argentine, et fut l'un des rares à survivre.

## Filmographie
- 1991 : Alambrado
- 1997 : Luca's Film
- 1999 : Garage Olimpo
- 2001 : Figli/Hijos
- 2008 : La Terre des hommes rouges